# Bokser (film 1966)
Bokser – polski film obyczajowy z 1966 roku w reżyserii Juliana Dziedziny. Zdjęcia plenerowe do filmu kręcono w Cetniewie (dzielnica Władysławowa).

## Obsada aktorska
- Daniel Olbrychski − Tolek Szczepaniak
- Tadeusz Kalinowski − Jan Zgoda, trener polskiej drużyny
- Marzena Tomaszewska(inne języki) − Maria, kobieta świętująca sukces Tolka w jego rodzinnej miejscowości
- Małgorzata Włodarska(inne języki) − Danka, dziewczyna zakochana w Tolku
- Maciej Damięcki − bokser Kazimierz Pajkowski "Pajac"
- Jacek Domański − bokser, członek polskiej drużyny
- Leszek Drogosz − bokser Jarek Walczak
- Jan Englert − bokser Kozłowski, członek polskiej drużyny
- Gustaw Lutkiewicz − Milecki, masażysta polskiej drużyny
- Zdzisław Maklakiewicz − dziennikarz Ryszard
- Marian Wojtczak − mężczyzna świętujący sukces Tolka w jego rodzinnej miejscowości
- Gabriel Nehrebecki − Staszek, kolega Tolka w jego rodzinnej miejscowości